# Hanslia ormocarpoides
Hanslia ormocarpoides là một loài thực vật có hoa trong họ Đậu. Loài này được (DC.) H. Ohashi mô tả khoa học đầu tiên năm 2004.